# Veliko Mlačevo
Veliko Mlačevo este o localitate din comuna Grosuplje, Slovenia, cu o populație de 438 de locuitori.